# Битка при Алманса
Битката при Алманса (на испански: Batalla de Almansa) е ключово сражение от Войната за испанското наследство (1701 – 1714) и по-точно от Първата полуостровна война. То се състои на 25 април 1707 г. (понеделника след Великден) в югоизточната част на Испания, между градовете Валенсия и Албасете. Войските на френския претендент за престола Филип д'Анжу, командвани от херцога на Бъруик, побеждават съюзническата армия, начело с лорд Галуей.

## Предистория
Тази европейска война започва заради споровете между Франция на Луи ХІV от една страна и нейните противници (Англия, Обединените провинции (Холандия), Австрия, Савоя, Прусия кой да наследи испанската корона след смъртта на бездетния Карлос ІІ. Карлос посочва за наследник внука на Луи ХІV Филип д'Анжу, с което всички досегашни договорки между Великите сили (т. нар. Разделителни договори) се обезсмислят. Луи приема предизвикателството и изпраща Филип в Испания, където той приема короната и става Фелипе V. Останалите държави подновяват Великия съюз (създаден през 1689 г. в хода на Деветгодишната война). Те подкрепят австрийския кандидат – ерцхерцог Карл Хабсбург, втори син на император Леополд І, който е обявен за крал под името Карлос ІІІ.
През 1703 г. Португалия подкрепя съюзниците и става база за първата им инвазия на Пиренейския полуостров. Карл получава военна помощ главно от англичаните, които на следваща година превземат Гибралтар. През 1705 г. каталонската аристокрация също застава на страната на австрийците, Барселона пада, последвана от Валенсия. Опитът на Фелипе да си ги върне се проваля.
През 1706 г. французите търпят поражения по другите фронтове (битките при Рамили и Торино) и Галуей решава с голяма офанзива да довърши съпротивата им в Испания. Той бързо достига Мадрид и поставя Карл на престола, но не получава никаква подкрепа от кастилската аристокрация. Налага се да се изтегли към Валенсия, последван от френско-испанска армия, начело с херцога на Бъруик. Бъруик всъщност е незаконен син на сваления английски крал Джеймз ІІ, както и племенник на херцог Марлборо. Той напредва към Валенсия и Галуей тръгва, за да застане на пътя му.

## Съотношение и състав на армиите
Тази битка е уникална в много отношения. В нея участват войски от десет националности и повечето се бият и на двете страни. Командирът на французите е англичанин, а този на англичаните – французин (лорд Галуей е титла на френския хугенот на английска служба Анри дьо Рювини). И на двете страни има испанци, както и французи (контингент от хугеноти подкрепя ерцхерцог Карл).
Галуей има 15 500 войници – 7670 португалци (начело с 80-годишния маркиз даш Минаш), 4800 англичани, 1400 холандци, 1000 французи и 250 германци. Той има солидна конница от 4500 души, което изглежда като голямо предимство, но тя е неопитна и несравнимо по-слаба от тази на противника. Голямата грешка на Галуей е, че ни най-малко не разузнава какви са силите срещу него. Той фатално подценява опита и решителността на Бервик. Не знае, че принцът е получил 8000 души подкрепление и че при сблъсъка има поне 25 000 войници, при това по-добре обучени. От друга страна, Бъруик надценява враговете си, смятайки, че са поне 19 000.

## Ход на битката
Още две обстоятелства предопределят разгрома на съюзниците. Първото е, че тяхната армия изминава дълъг път до мястото на сражението – около 15 мили. Освен това Галуей смята, че Бъруик ще се опита да остъпи и бърза, за да го въвлече в битка. Ето защо той не успява да построи армията си, а се впуска в директно нападение.
Битката започва в три следобед с нападение на левия фланг на съюзниците, съставен предимно от англичани. Той притиска противника и в този миг победата е близо, ако португалската конница реши да се намеси. Минаш обаче пропуска възможността, след което французите контраатакуват. Сега те достигат до отлични позиции да заобиколят португалците и Минаш предпочита да напусне бойното поле. Португалските оръдия са овладени без съпротива. Докато прикрива отстъплението с един ескадрон, Минаш е ранен и според слуховете е спасен от любовницата си, която се сражава пред него, предрешена като мъж. Така, с изключение на малка част от пехотата, португалците се изявяват разочароващо. Центърът на Галуей се озовава в обкръжена позиция от силно превъзхождащи сили. Той успява да се оттегли при добър ред, но в последния момент 13 батальона се откъсват от останалите, попадайки в плен. Самият генерал едва избягва смъртта, когато френски драгун замахва със сабята си към него. В последния миг е застрелян от младия англичанин Джеймз О'Хара. И двамата напускат бойното поле с леки рани.

## Последици
Армията на Галуей дава 4000 убити и 3000 пленници. Жертвите от бурбонските войски също не са малки – близо 6000, но без съмнение те са победителите. Битката обкичва херцога на Бъруик (издигнат до френски маршал) с голяма слава. Но тя е също така решителен поврат в Полуостровната война. В края на 1706 г. положението на Бурбоните в Испания е критично и Фелипе V вече вижда края на испанската си авантюра. След Алманса каузата на Бурбоните никога не е поставяна в подобно положение. Сега техните армии бързо могат да превземат Валенсия, Хатива и Сарагоса, като оставят за Карл само Каталония. Сравнението ѝ с Ватерлоо, Вердюн и десанта в Нормандия обаче изглежда преувеличено. По-вярно звучи твърдението на Джон Лин, че тя е „най-важната отделна битка в историята на Испания“.
Днес във Валенсия е създаден музей за битката при Алманса. Всеки април се организират чествания с концерти, конференции, литургии и „средновековен пазар“. Част от участниците изминават 15-те мили на армията на Галуей в символичен „поход на мира“.